# Université de Californie à Santa Barbara
 (avril 2019).
Si vous disposez d'ouvrages ou d'articles de référence ou si vous connaissez des sites web de qualité traitant du thème abordé ici, merci de compléter l'article en donnant les références utiles à sa vérifiabilité et en les liant à la section « Notes et références ».
L'université de Californie à Santa Barbara (ou Université de Californie, Santa Barbara ; en anglais : University of California, Santa Barbara ou UCSB) est une université publique américaine située dans la commune côtière d’Isla Vista, à proximité immédiate de la ville de Santa Barbara, en Californie. UCSB est située à 153 kilomètres (95 miles) de Los Angeles et 539 kilomètres (335 miles) de San Francisco. Elle fait partie de l'université de Californie, dont elle est l’un des dix campus. Ses origines remontent en 1891, lorsqu’est fondée une école normale formant des enseignants. Historiquement, UCSB devient le 3e des 10 campus à rejoindre l'université de Californie en 1944, après UC Berkeley et UCLA. Géré par l'État de Californie, l'université de Californie constitue le plus grand système d'enseignement supérieur public des États-Unis, formant 295 000 étudiants dont 26 000 à Santa Barbara en 2023.
L'université fait partie des Public Ivies, un groupe d'universités américaines publiques réputées pour proposer un enseignement d'une qualité comparable à celle des universités privées de l'Ivy League, et pour des frais d’inscription modiques voire gratuits pour les boursiers et résidents de l’état de Californie. Elle est particulièrement influente dans plusieurs domaines des sciences environnementales, notamment en géographie physique, géologie, biologie, physique, chimie et écologie humaine et politique.
Avec le Stanford Research Institute, l'université de l'Utah et l'université de Californie à Los Angeles, UCSB est célèbre pour avoir abrité l'une des quatre connexions civiles initiales du réseau ARPANET en 1969, fondatrices du réseau informatique américain ayant préfiguré le réseau mondial internet.
Depuis 1979, UCSB héberge l’Institut Kavli de physique théorique (ou KITP), fondé par Fred Kavli, l'un des instituts de physique théorique les plus renommés au monde. Il s’agit également du deuxième des vingt instituts de la Fondation Kavli bénéficiant des plus larges dotations, après celui de l’Université Harvard.
Parmi les chercheurs actuels de UCSB, on dénombre 6 prix Nobels, 1 médaillé Fields, 39 membres de l'Académie nationale des sciences américaine, 27 membres de l'Académie nationale d'ingénierie et 34 membres de l'Académie américaine des arts et des sciences.

## Histoire
Fondée en 1891, la Anna Blake School devient la Santa Barbara State Normal School en 1909, une école destinée à la formation des enseignants. C'est en 1944 que l'UCSB est créée à la suite de son admission dans l'alliance de l'université de Californie.
À partir de 1968 et jusqu'à la fin des années 1970, l'Université de Californie à Santa Barbara devient l'épicentre de la contestation étudiante contre le capitalisme et la guerre du Viêt Nam. Un important foyer de réflexion marxiste-léniniste s'y développe. Fait unique dans l'histoire des universités américaines, la commune d'Isla Vista est même témoin de l'incendie d'une succursale bancaire de la Bank of America par un collectif d'étudiants trotskistes et anarchistes. Cet épisode constitue, selon le géographe britannique marxiste David Harvey, le principal et unique mouvement étudiant de contestation politique anticapitaliste de grande ampleur dans l’histoire des États-Unis avec le free speech movement de l'université de Californie à Berkeley.

## Caractéristiques

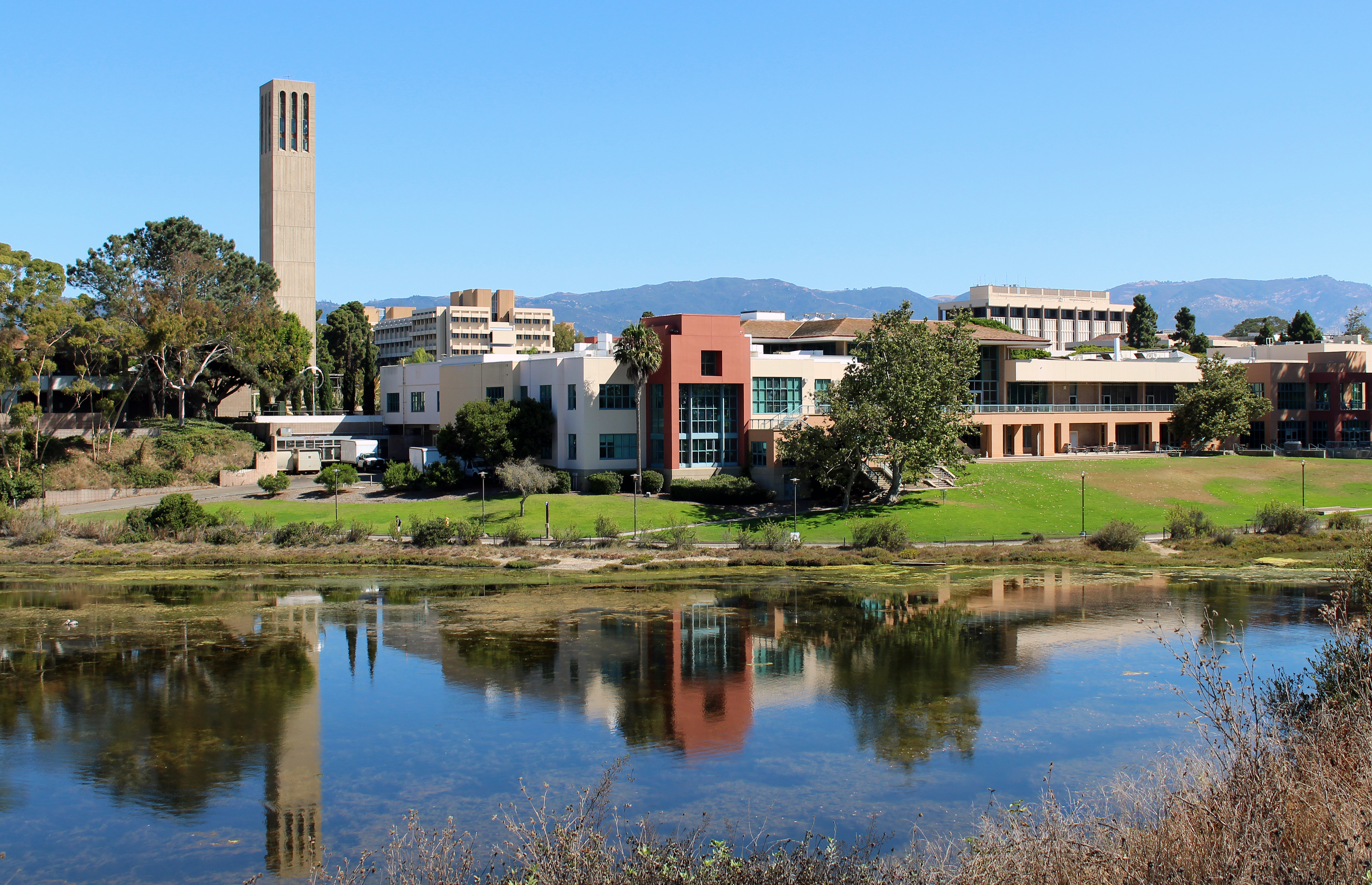
Lagon et tour Storck.

### Admission
Pour les étudiants entrant à University of California - Santa Barbara (UCSB), le score au test SAT en mathématiques va de 560 (25e percentile) à 680 (75e percentile). Sur la partie orale du même test, les scores s’échelonnent de 540 (25e) à 650 (75e). Le score moyen SAT (combinant les 3 matières) à University of California - Santa Barbara (UCSB) est de 1770. 

### Frais de scolarité
En 2024, les frais de scolarité pour les étudiants résidant dans l’État où UCSB se trouve sont de 14 436 $ (soit 13 796 €) par an. Il faut y ajouter les dépenses liées au logement, ce qui avoisine les 19 623 $ (soit 18 753 €). Les étudiants résident en dehors de la California sont obligés à payer 34 200 $ en frais de scolarité supplementaires.

### Effectifs
En 2005, on compte 21 016 étudiants inscrits (dont 4 % d'étudiant internationaux). 18 086 était en premier cycle (10 005 hommes et 8081 femmes).

## Galerie d'images

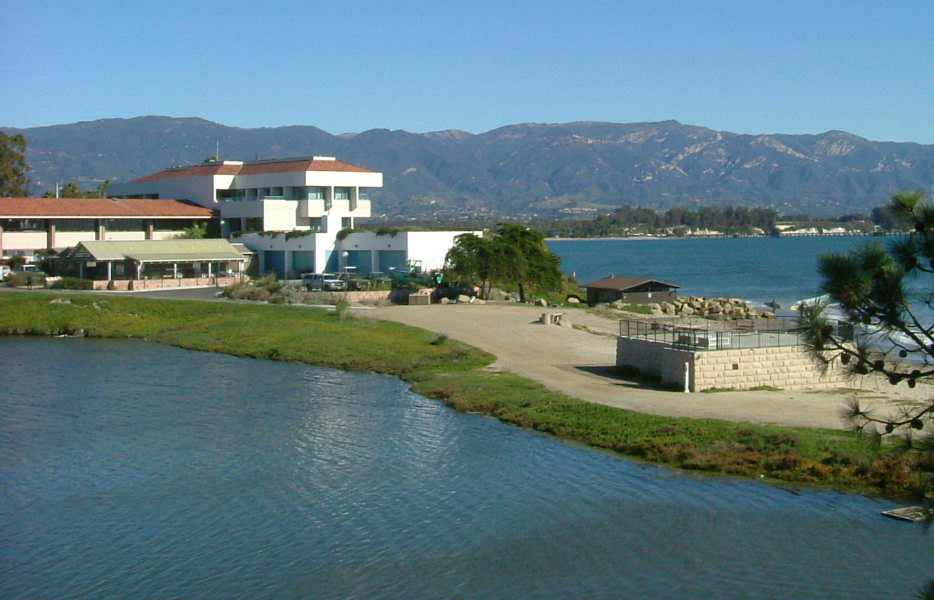
Vue du laboratoire de biotechnologie de l'université.
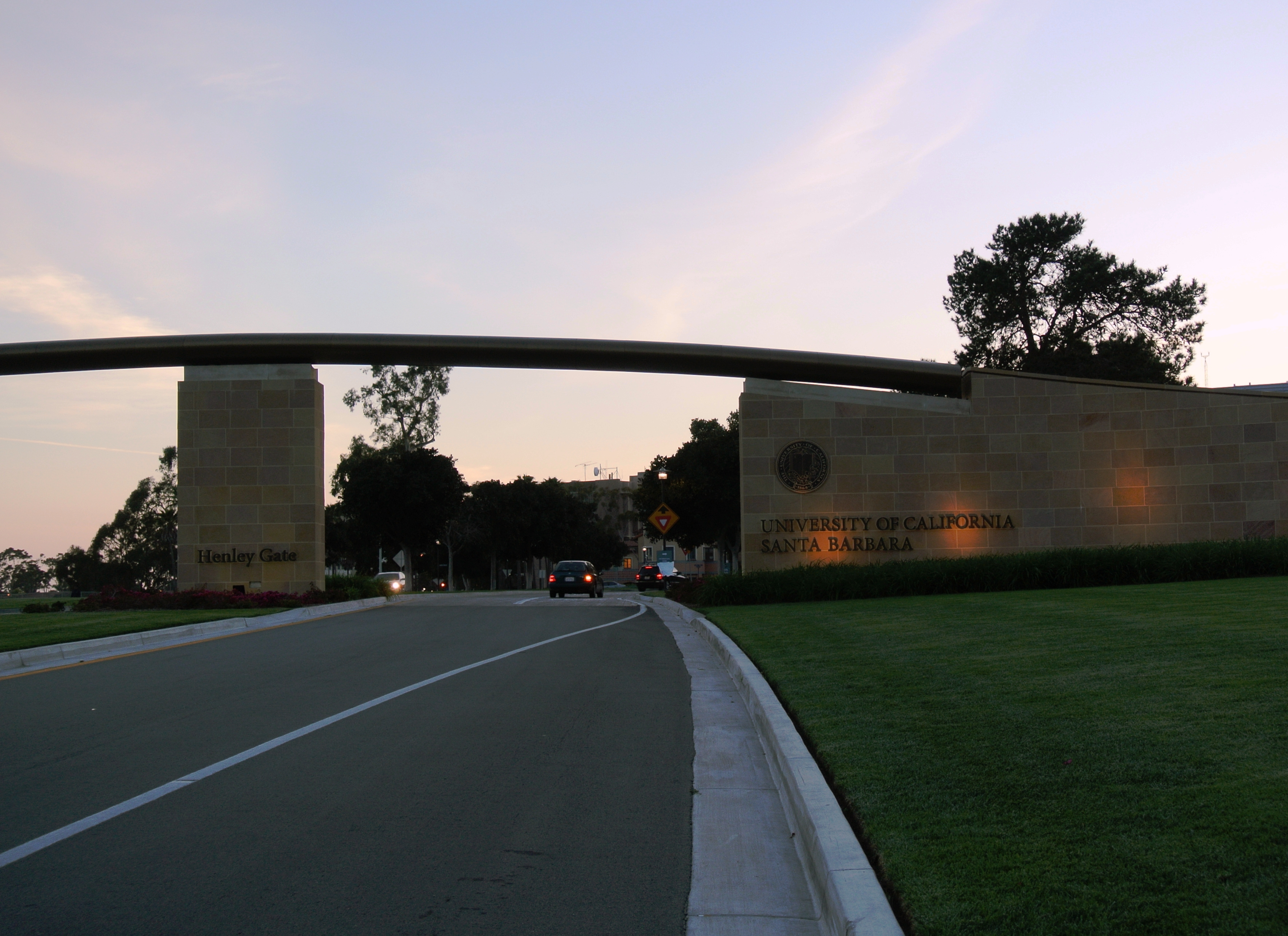
Henley Gate (Entrée Est).
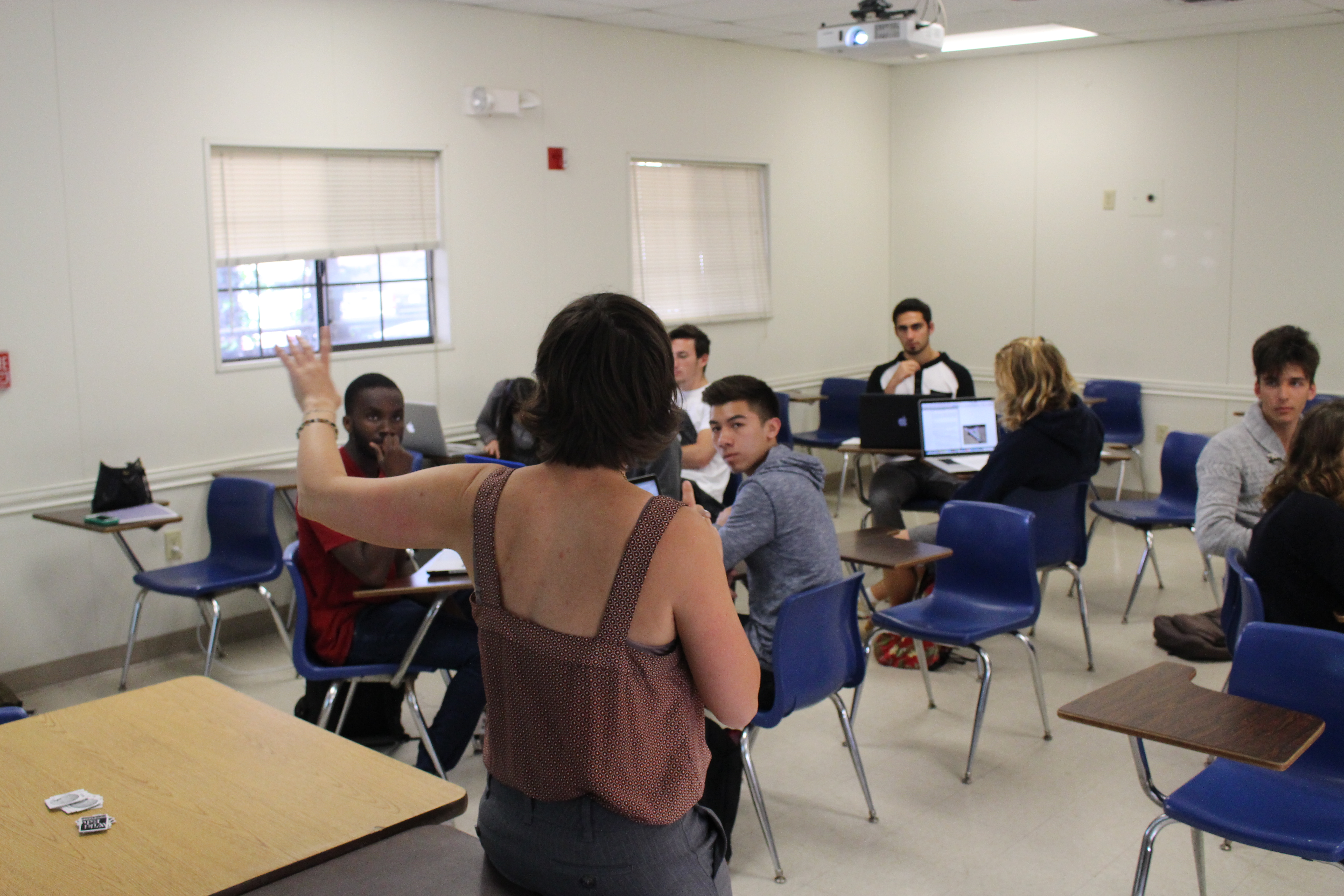
Cours à l'USCB.
Bâtiment de l'université.

## Personnalités liées à l'université

### Lauréats du prix Nobel ayant étudié ou enseigné à l'université
- Shuji Nakamura, prix Nobel de physique, 2014
- David Gross, prix Nobel de physique, 2004
- Alan Heeger, prix Nobel de chimie, 2000
- Walter Kohn, prix Nobel de chimie, 1998
- Herbert Kroemer, prix Nobel de physique, 2000
- Finn Kydland, prix Nobel d'économie, 2004

### Autres personnalités
- Peter Marcuse, avocat germano-américain, professeur émérite d'urbanisme, fils d'Herbert Marcuse, théoricien de l'Ecole de Francfort
- Harold Marcuse, historien spécialiste de l'Allemagne de Weimar et du nazisme, fils de Peter Marcuse et petit-fils d'Herbert Marcuse
- Tanya Atwater, géophysicienne et géologue
- Tiffany Chung, artiste
- Matthew Crawford, philosophe et universitaire américain, spécialiste du travail
- Michael Gazzaniga, neurologue
- Sinéad Griffin, physicienne
- Garrett Hardin, écologue, théoricien de la tragédie des communs
- Jack Johnson, musicien
- Chanel Miller, écrivaine
- Shuji Nakamura, science des matériaux
- Gwyneth Paltrow, actrice
- Karen Seto, géographe américaine
- Joseph C. Wilson, diplomate et écrivain américain, mari de l'espionne de la CIA, Valerie Plame
- Ernst Ulrich von Weizsäcker, spécialiste de l'environnement
- Kim Yasuda, artiste